# Веар-Плейс (Південна Кароліна)
Веар-Плейс (англ. Ware Place) — переписна місцевість (CDP) в США, в окрузі Грінвілл штату Південна Кароліна. Населення — 273 особи (2020).

## Географія
Веар-Плейс розташований за координатами 34°37′29″ пн. ш. 82°23′5″ зх. д. / 34.62472° пн. ш. 82.38472° зх. д. (34.624718, -82.384822).  За даними Бюро перепису населення США в 2010 році переписна місцевість мала площу 2,38 км², з яких 2,38 км² — суходіл та 0,00 км² — водойми.

## Демографія
Згідно з переписом 2010 року, у переписній місцевості мешкало 228 осіб у 96 домогосподарствах у складі 68 родин. Густота населення становила 96 осіб/км².  Було 116 помешкань (49/км²).
Расовий склад населення:
| - 83,8 % — білих - 12,7 % — чорних або афроамериканців - 0,9 % — корінних американців - 1,3 % — осіб інших рас |

До двох чи більше рас належало 1,3 %. Частка іспаномовних становила 1,3 % від усіх жителів.
За віковим діапазоном населення розподілялося таким чином: 19,7 % — особи молодші 18 років, 64,1 % — особи у віці 18—64 років, 16,2 % — особи у віці 65 років та старші. Медіана віку мешканця становила 46,4 року. На 100 осіб жіночої статі у переписній місцевості припадало 105,4 чоловіків;  на 100 жінок у віці від 18 років та старших — 103,3 чоловіків також старших 18 років.
За межею бідності перебувало 43,4 % осіб, у тому числі 0,0 % дітей у віці до 18 років та 0,0 % осіб у віці 65 років та старших.
Цивільне працевлаштоване населення становило 41 особа. Основні галузі зайнятості: виробництво — 75,6 %, роздрібна торгівля — 24,4 %.